# 玛利亚学
玛利亚学，又称圣母论，指的是对耶稣之母玛利亚的神学研究，玛利亚学试图将有关玛利亚的教义与其他信仰教义联系起来，例如有关耶稣的教义以及有关救赎、代祷和恩典的概念。基督教玛利亚学旨在将历史上的玛丽的角色置于圣经、传统和教会对玛利亚的教义的背景下。就社会史而言，玛利亚学可以广义地定义为在整个基督教历史中对玛利亚的奉献和思考的研究。